# Aurora North Tower
L’Aurora North Tower est un gratte-ciel d'Abou Dabi aux Émirats arabes unis. Il est identique à l'Aurora South Tower. 